# Záboří nad Labem
Pour les articles homonymes, voir Záboří.
Záboří nad Labem (en allemand : Saborsch an der Elbe) est une commune du district de Kutná Hora, dans la région de Bohême-Centrale, en République tchèque. Sa population s'élevait à 845 habitants en 2020.

## Géographie
Záboří nad Labem se trouve sur la rive gauche de l'Elbe en face de Týnec nad Labem sur la rive droite, à 10 km au nord-est de Kutná Hora, à 11 km à l'est de Kolín, à 31 km à l'ouest de Pardubice et à 61 km à l'est-sud-est de Prague.
La commune est limitée par l'Elbe au nord, par la commune de Týnec nad Labem au nord et au nord-est, par Bernardov, Kobylnice et Svatý Mikuláš à l'est, par Rohozec au sud, et par Svatý Mikuláš à l'ouest.

## Histoire
La première mention écrite de la localité remonte à 1338.